# Orchistoma manam
Orchistoma manam är en nässeldjursart som beskrevs av Bouillon 1984. Orchistoma manam ingår i släktet Orchistoma och familjen Orchistomidae. Inga underarter finns listade i Catalogue of Life.